# Dyckia burle-marxii
Dyckia burle-marxii är en gräsväxtart som beskrevs av Lyman Bradford Smith och Robert William Read. Dyckia burle-marxii ingår i släktet Dyckia och familjen Bromeliaceae. Inga underarter finns listade i Catalogue of Life.